# 回文

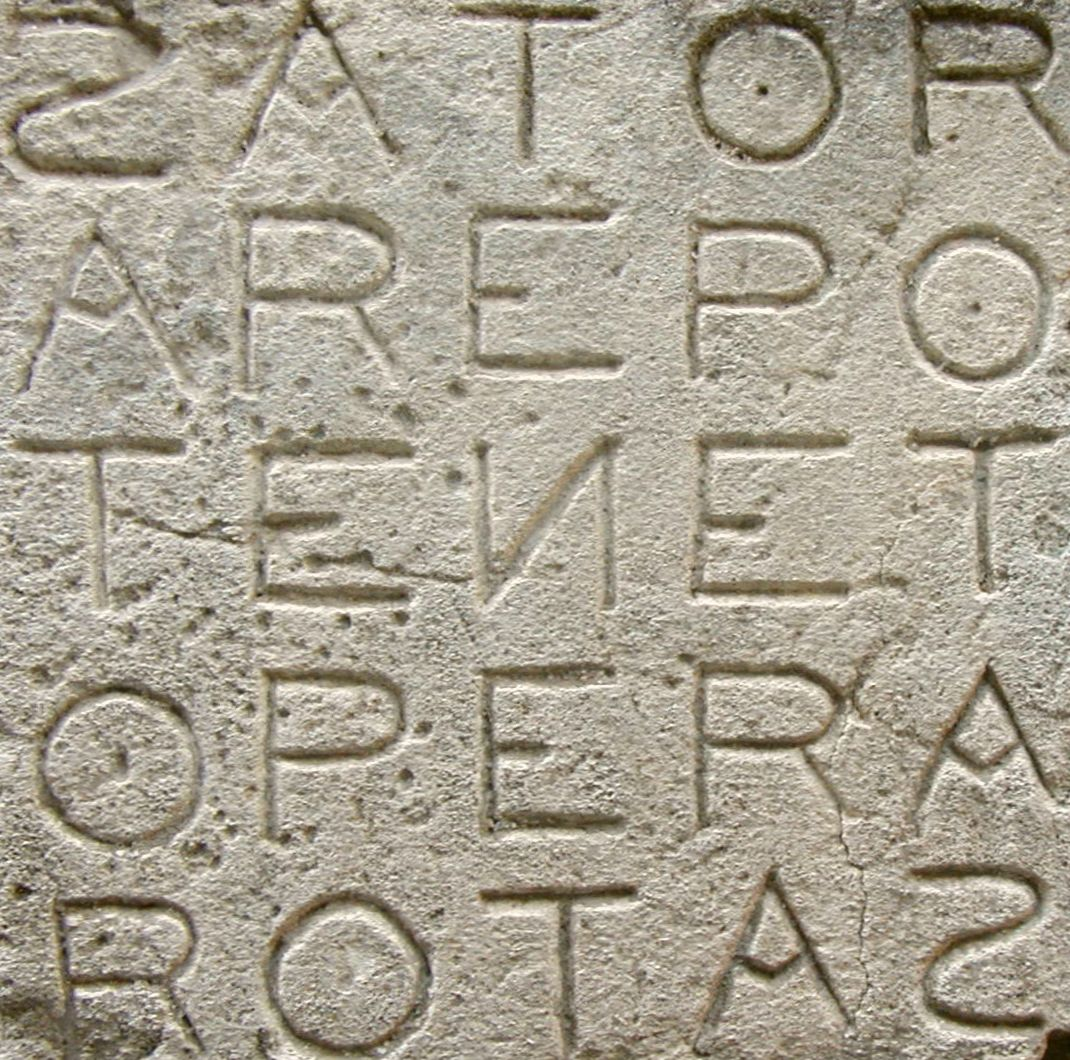
ラテン語の回文SATOR AREPO TENET OPERA ROTAS

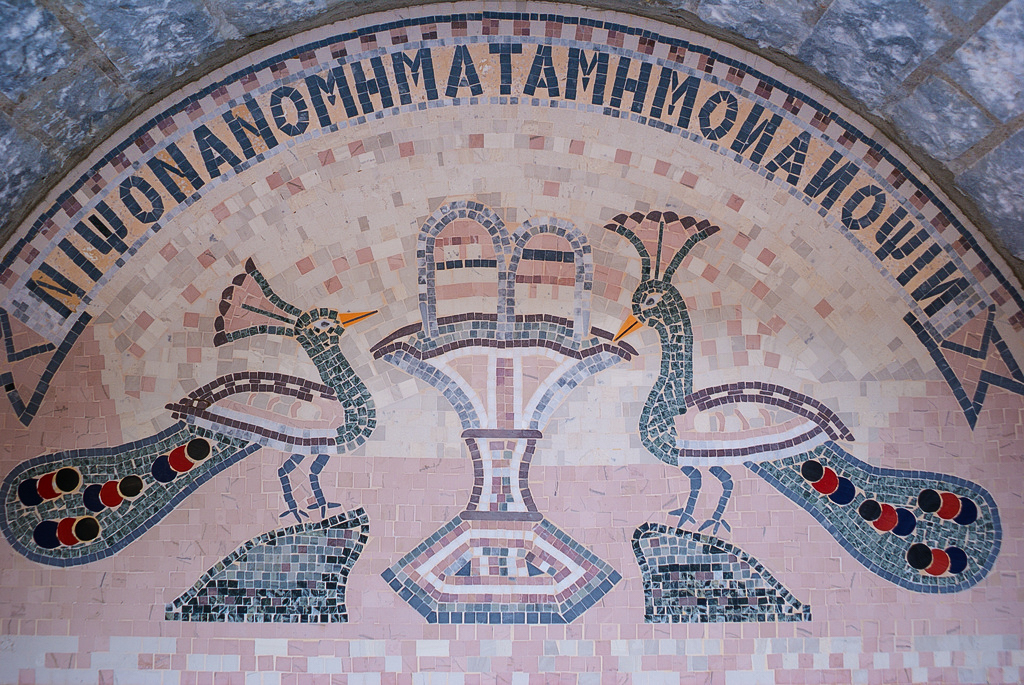
8世紀に建設されたギリシアの教会Μονή Μαλεβής Αρκαδίαςのモザイク画。古代ギリシア語でNipson anomēmata mē monan opsin(訳:顔だけでなく、罪も洗い清めよ)と書かれている。また、鏡で逆にしても読めるアンビグラムでもある。

回文（かいぶん）とは、始めから（通常通り）読んだ場合と終わりから（通常と逆に）読んだ場合とで文字ないし音節の出現する順番が変わらず、なおかつ、言語としてある程度意味が通る文字列のことで、言葉遊びの一種である。英語では palindrome ([ˈpælɨndroʊm] パリンドローム)という。
また、落款では右上から左上に行き、左下へ下がって右下へもどる、つまり右上から反時計回りで読む読み方を回文という。

## 概要
西暦79年にヴェスヴィオ火山の噴火によって滅亡したヘルクラネウムの街の遺跡に「Sator Arepo Tenet Opera Rotas」という回文が刻まれていることから、回文の起源は少なくとも西暦79年またはそれ以前まで遡ることができる。
中国では前秦の時代から既に詩体の一つとして行われていた。有名なものとしては蘇軾の江南本織錦図回文原作三首（七言絶句）が知られる。
英語では「Madam, I'm Adam」（マダム、私はアダムです）のような例が知られている。
日本でも「新聞紙」「磨かぬ鏡」「竹藪焼けた」「ダンスが済んだ」「なるとを取るな」「私負けましたわ」など、言葉遊びとして古くからいくつもの例がある。日本では11世紀頃から始まったとされる。小瀬渺美は安政期に新潟の俳人が刊行した回文俳諧集を挙げて、当時から日本で回文の文化が普及していた可能性を指摘している。
日本語の著名な古典的回文として以下のものがある。いずれも五七五七七の短歌律形式をとっている。
回文は前から読んでも後ろから読んでも意味が同じものだが、これに対し「gateman」（後ろから読むと「nametag」）のように前から読んだ場合と後ろから読んだ場合で意味が変わるものを semordnilap（シモードニラップ）と呼ぶ。これは palindromes（＝回文）を後ろから読んで作られた造語で、「semordnilap」という単語自身が semordnilap の例になっている。この言葉は論理学者の Dmitri A. Borgmann によって作られたとされている。これに似た日本語の言葉遊びにたいこめがある。
他の多くの言葉遊びなどと同様、回文の規則も詳細はその言語の運用の影響を受け揺れがある。日本語の場合、まず音素に対応しない文字である仮名を基本的な単位としていることが挙げられる。また俳句の「五・七・五」などの単位である「拍」とは異なり、拗音は独立している。よってそもそも正確には「逆に読む」のではなく「逆に(仮名)文字を並べる」と定義すべきである。一般に濁音、半濁音、促音、拗音は清音と同一として考えることが多い。すなわち、「は行」と「ば行」と「ぱ行」、「つ」と「っ」、「や」と「ゃ」などは逆にした際に入れ替わっても問題はないとするが（これらは古い仮名の記法には無かった点でもある）、一致させた作品もある（拗音や促音の扱いは2通りありうる）。回文作家の中にはこれにこだわる者もいる。
日本語の回文といえばふつう、かな表記の回文をさす。ローマ字表記日本語の回文（例えば「あかさか」は回文ではないが、akasaka がそうで、テープで逆回してもほぼ同じに聞こえる）については、高木茂男 (1976). 数学遊園地. 講談社. ISBN 9784061178915に例が見える。漢字表記の回文については、文章の回文は日本語の文章として成立しないので作成がかなり困難であるが、「山本山」のキャッチコピーのように単語（特に固有名詞）で回文とみなすこともある。
1661年（寛文元年）に刊行された『紙屋川水車集』には以下の41文字の回文があり、最長の日本語回文とされていた。現在では1000文字以上の回文も作られている。

## 回文的な作品

### 音楽の回文

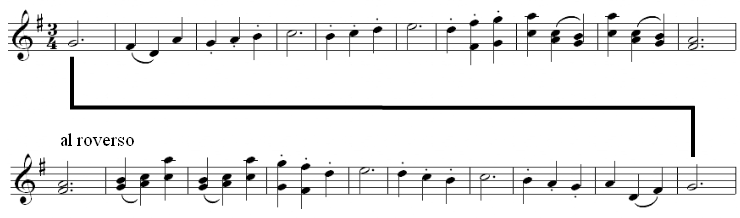
交響曲47番第3楽章の最初と最後

蟹行カノンは、音譜を前から読んだものと後ろから読んだものとを同時に演奏するものである。J.S.バッハの「音楽の捧げもの」にその例がある。
ハイドンの交響曲第47番『パリンドローム』の第3楽章は、逆から読んでも同じ楽譜になる。
それにちなんで、ダグラス・ホフスタッターは著書『ゲーデル、エッシャー、バッハ』の中で回文的な会話からなる作品を作っている。亀とアキレスの会話が続き、途中で蟹がひと喋りして出て行くが、その後の会話が前半のアキレスと亀の立場を変えて逆にたどるように構成されている。

### 和歌・俳句の回文
幕末の仙台に一千句以上の回文的な和歌・俳諧を創作した廻文師・仙代庵（細屋勘左衛門・1796年-1869年）がいる。
- わが身かも長閑かな門の最上川（わかみかものとかなかとのもかみかわ）
- 題目よどんどこどんとよく燃いた（たいもくよとんとことんとよくもいた）
- 長し短かししかし短かな（なかしみしかししかしみしかな）
- みな草の名は百と知れ、薬なり、すぐれし徳は花の作並（みなくさのなははくとしれくすりなりすくれしとくははなのさくなみ）
- 頼むぞのいかにも二階のぞむのだ（たのむそのいかにもにかいのそむのた）
- 嵯峨の名は宿りたりとや花の笠（さかのなはやとりたりとやはなのかさ）
- はかなの世しばしよしばし世の中は（はかなのよしはしよしはしよのなかは）

### 生物の回文
分子生物学でも回文またはパリンドロームという用語を用いる。これはDNAまたはRNAの配列に関して、二重鎖の一方を読んだ場合と、もう一方（相補鎖）を逆向きに読んだ場合が同じになる構造をいう。制限酵素で切られるターゲット配列はたいてい小規模の回文構造である。
また大規模な回文構造はヘアピン状の立体構造をとりうるが、これは遺伝子の調節配列などに多くの例がみられる。

### 数
（なんらかの位取り記数法で記した場合に、）回文数とは、14641のように逆に数字を並べても同じ数になる数である。同様に回文素数とはそのような素数のことである。

## 回文作家
- 蘇蕙 - 中国五胡十六国時代の女性詩人。「廻文旋図の詩」という回文を織り込んだ錦を作ったという。
- 山内あゆ（色気を含んだ回文作りを得意とするアナウンサー）
- レム色（自作回文のお笑い芸人。2008年3月に解散。）
- 手賀沼ジュン
- 土屋耕一 （「軽い機敏な子猫何匹いるか」など回文集の著作があるコピーライター）
- ながたみかこ（「アニマルマニア」「回文ゲーム」他、回文集の著作がある作家）
- コジヤジコ ‐ 10年以上、X（ツイッター）にて作品を投稿し、個展なども開催した[5][6]。

## 回文を題材にした作品

### 書籍
- 『土屋耕一回文集—軽い機敏な仔猫何匹いるか—』 土屋耕一（誠文堂新光社 1971年）
- 『つつみがみっつ』 土屋耕一 （福音館書店こどものとも 1975年）
- 『笑いの氾濫 巷に息吹く洒落精神』 乙田東洋司 （関西市民書房 1981年）
- 『笑学強加書―ことばあそびばらいえてい』日本笑学指導院笑鬼会本院冗皇・乙田東洋司 （社会思想社 1984年）
- 『ことばあそび新文―ユーモア&クレージーニューズ』笑鬼会本院・乙田東洋司 （社会思想社 1986年）
- 『にわのわに』多田ヒロシ（こぐま社 1985年）
- 『まさかさかさま  動物回文集』石津ちひろ （河出書房新社 1989年、河出書房新社;新版2007年）
- 『またたび浴びたタマ』 村上春樹文、友沢ミミヨ絵（文藝春秋 2000年）
- 『回文の国へようこそ』坂崎千春（中公文庫 2003年）
- 『ダンスがすんだ』フジモトマサル（新潮社 2004年）
- 『喜劇悲奇劇』 泡坂妻夫（角川書店1982年、東京創元社2010年）
- 『喜劇ひく悲奇劇』 鯨統一郎（角川春樹事務所2004年）
- 『ゲームの国（リリおばさんの事件簿1）』 森博嗣
- 『終わりは始まり』 中村航・フジモトマサル（集英社 2008年）
- 『いつも心に好奇心！』 はやみねかおる・松原秀行（講談社 2000年）
- 『みんなでグルグル回文あそび』全三巻　ながたみかこ（汐文社2008年）
- 『みんなでグルグル回文あそび(２期)』全三巻　ながたみかこ（汐文社2011年）
- 『めざせ!回文の達人―まさかさ、文全部さかさま?』ながたみかこ（大泉書店2007年）
- 『アニマルマニア』 ながたみかこ（講談社 2003年）
- 『超サ・カ・サ・マ!!メチャウケ回文大全集』ながたみかこ・いけだほなみ（ポプラ社2008年）
- 『さかさことばで　うんどうかい (こどものとも絵本)』西村敏雄（福音館書店2012年）
- 『たのしい回文:くるくる回るアタマをつくろう』せとちとせ（創元社2013年）
- 『上から読んでも下から読んでもまさかサカサマ回文ゲーム』ながたみかこ・どいまき（汐文社2007年）
- 『博士の愛した数式』 小川洋子（新潮文庫2004年）
- 『めぐる季節の回文短歌』三田たたみ（書肆神保堂2016年）
- 『回文さがし〜だんぱつパンダの冒険〜』手賀沼ジュン（光文社 2020年）

### 雑誌・番組内のコーナー
- 『笑いの文化人講座』
- 『ターン鳥チキン』 - 田中れいな・久住小春 （「ハロー!モーニング。」内コーナー: 2005年11月27日～2006年4月9日）
- 『おもしろ回文集「野茂のものは野茂のもの」』 - 斉藤洋美のラジオはアメリカン
- 『ジュニアエラ』 - 回文ちゃれんじ道場
- 『弘兼憲史の回文塾』 - 週刊ポスト
- 『回文巌流島』 - 「ピラメキーノ」のコーナー。判定人は渋い武士(しぶいぶし)。
- 『めーくるるくーめ』『回文感興』 - ビックリハウス[7]
- 『好きよ、ダメだよ、キス』 - 『レッツゴーヤング』（NHK総合）のワンコーナー「サンデーズボックス」の一つで、視聴者から投稿された作品を紹介。回文には必ず歌手名を入れていた。
- 『回文作りまSHOW』-「手賀沼ジュンのウナンサッタリ・パンツ』内コーナー

### 楽曲
- 『回文 21 面相』作詞：ビーンズ豆田、作曲：鈴木由花、歌：山崎清介（フジテレビ『ひらけ!ポンキッキ』より）
- 『ん?バナナのななばん』作詞：里乃塚玲央、作曲：大森俊之、歌：ひとみ/おどる/おにいさんたち（こーじ/じろー/てる）（NHK『うたっておどろんぱ』より）
- 『トマト』作詞：荘司武、作曲：大中恩 - トマトが回文になっていることをあつかった歌。（NHK『おかあさんといっしょ』より）
- 『こたつたこ』作詞・作曲：内野真澄　（NHK『ピタゴラスイッチ』より）
- 『世迷い言』作詞：阿久悠、作曲：中島みゆき、歌：日吉ミミ（TBS『ムー一族』挿入歌。後に中島もアルバム「おかえりなさい」でセルフカバー）[8]
- 『恋の呪文はスキトキメキトキス』作詞：康珍化、作曲：小林泉美、歌：伊藤さやか（フジテレビ『さすがの猿飛』オープニングテーマ）
- 『まさか逆様の詩』作詞・作曲・歌：小椋佳（2013年発売のアルバム『闌 〜Takenawa〜』に収録）
- 『202 OTO 505』パスピエ（『oto』と改題し2020年発売のアルバム『synonym』に収録）[9]

## エピソード
- 立川談志　若い頃から自身も談志が死んだ(だんしがしんだ)とネタにしており、芸能ファンなどがしばしばこのフレーズを口にした他、弟子の立川談四楼による書籍『談志が死んだ』も存命中に出版された[10]。2011年に実際に歿した際には、「談志が死んだ」は新聞などの大見出しになった。
- 大乃国康 - 「にくのおおいおおのくに」というネタが有る[11]。なお横綱昇進時には初の200kg超えの横綱として話題になったが、入門時は185cm、83kgとさほど太ってもいなかった。